# 液体装薬

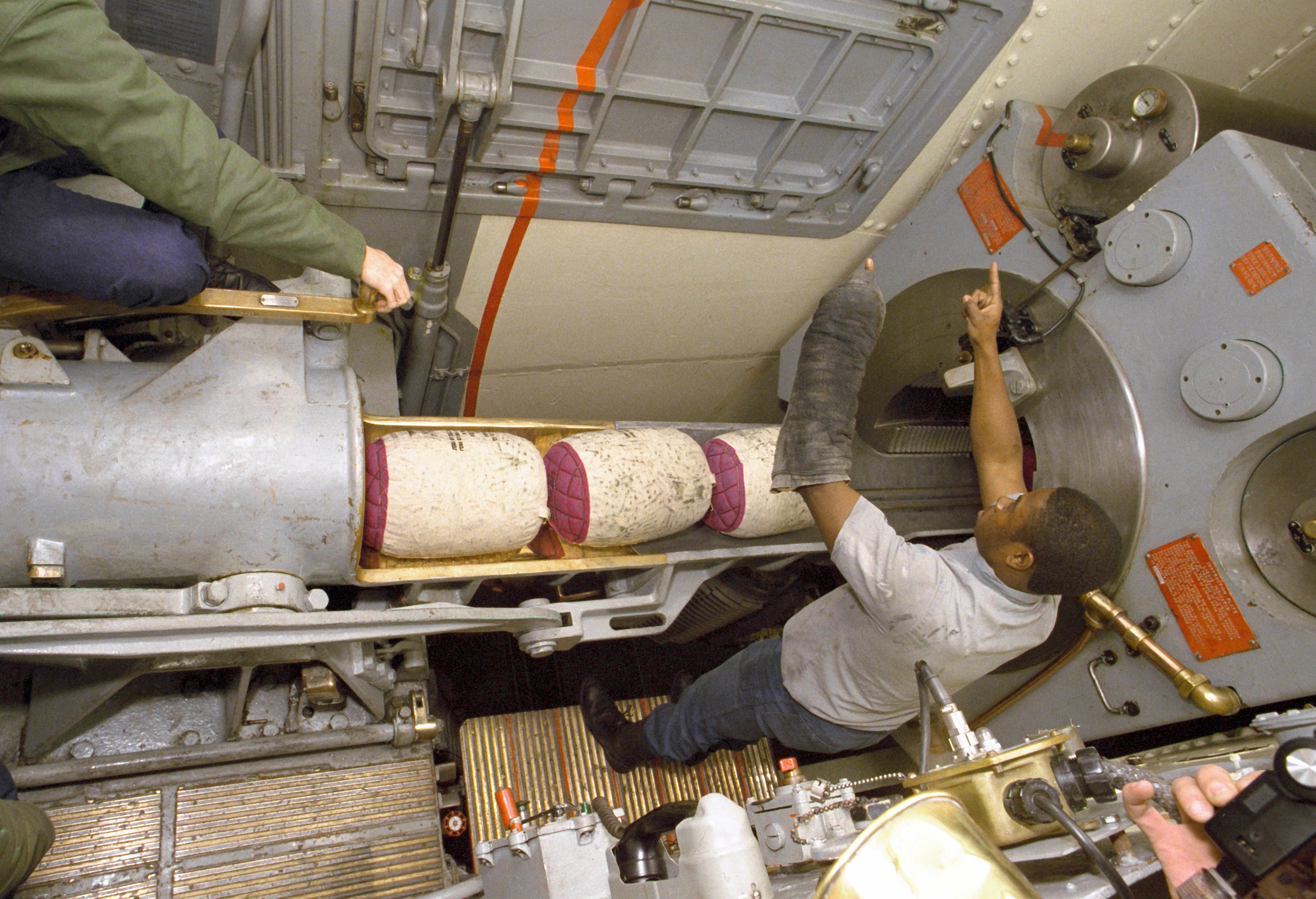
従来の薬嚢による装薬

液体装薬（えきたいそうやく, Liquid Propellant）は、大砲などの砲弾の発射薬として固体の火薬に代わって使用できるように開発中の液体の薬剤のことである。

## 概要

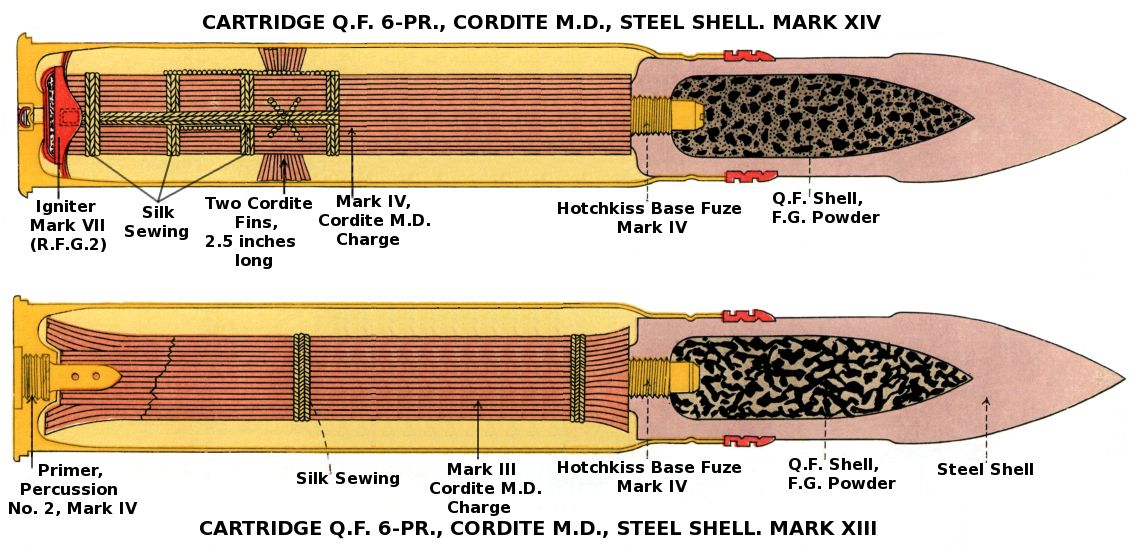
従来式の57mm砲の薬莢式弾薬
薬莢（左側の真鍮製の円筒）内で固体装薬である火薬が燃焼し、その圧力で右側の弾体が右側に押され砲腔内を加速されて飛んでゆく

液体装薬は従来の固体発射薬に代わり、外部のタンクから砲内に液体状の発射薬（装薬）を注入して点火・燃焼させ、砲腔内を加圧することで弾体を加速する技術である。開発が進められている技術としては、ロケットの液体推進剤と同じ薬剤を使用して、2液式のものと1液式のものがあり、2液式では点火前に薬室内に注入・混合するバルク（Bulk）式のものと、発射時に薬室内に注入されると同時に2液が自ら化学反応して燃焼が始まるハイパーゴリック（Hypergolic）式のものがある。
液体状の火薬としては古くからニトログリセリンが知られているが、これはわずかな衝撃を受けただけで発火爆発する爆薬であり取り扱いの難しさは無論のこと、砲身内で発火させても弾を発射する前に火器自体が急激な圧力上昇に耐えきれず破裂・爆発してしまう。液体装薬には適切な燃焼速度と、限定された条件以外では発火しない安定性が必要となる。
1950年代初期から米英でも少し検討されていたが、各国で注目されたのは1970年になってからである。その頃から火砲の性能や利便性を高める画期的な軍事技術として期待されていた液体装薬だが、現在は安定した燃焼速度が保てないために砲口速度が不安定で、実用化にはまだ遠い段階である。
日本においても防衛庁（現・防衛省）が、1987年（昭和62年）度から研究を開始し、1993年度から2000年（平成5年から12年）度にかけて試作砲の発射試験を行っている。

## 利点
液体装薬では砲の構造が複雑化するが、発射弾ごとの薬莢または薬嚢が不要となり、給弾はほとんど弾体だけとなる。装薬に相当する液体の保管は1-2基のタンクだけになるので空間・重量・装弾作業が軽減されて弾薬コストも安くなる。なにより固体発射薬による1.7km/s前後の初速上限値が、2.0-3.0km/s程度まで向上できると期待されている。自走砲や艦載砲では射程の調整に利用できる。
現状の固体装薬でも古くは戦艦など大口径艦砲、冷戦以後現在の榴弾砲でも射距離に応じて装薬量＝砲口初速を加減することが一般的に行われているが、液体装薬によりこの調節を用意迅速に行うことができ発射レートの向上化が期待できる。
同じく、実現に到っていない多薬室砲では、装填システムの大幅な簡素化や、副薬室の閉鎖機開口面積の縮減などメリットはさらに大きい。また後述のハイパーゴリック式とも、通常の単一薬室よりも投射エネルギー比で最大腔圧を小さくできる点で相互にメリットがあり、実用化に近づくと期待される。

## 開発上の問題

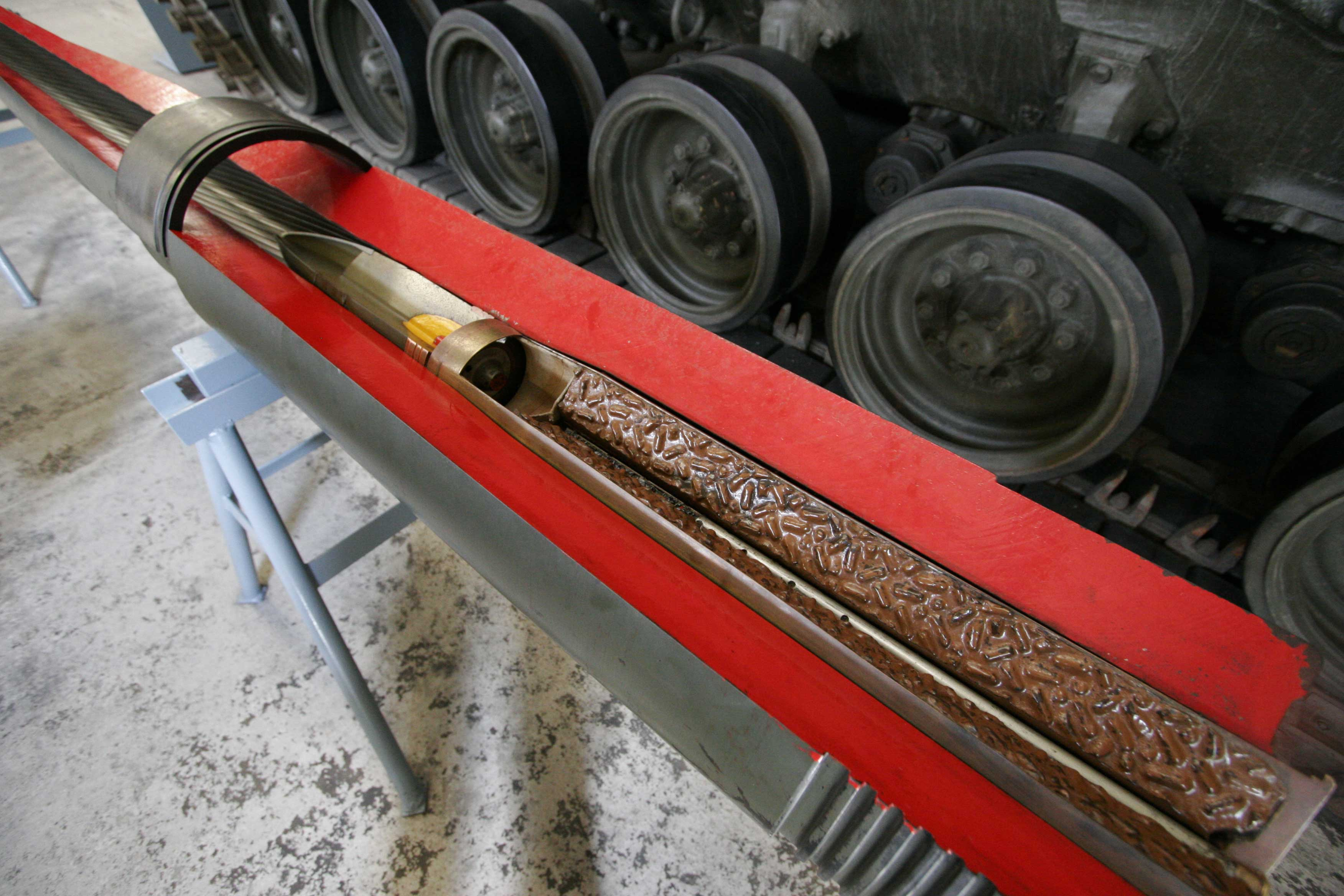
105mm戦車砲のカットモデル
手前の茶色の部分が固体装薬である

不均一な燃焼が問題であり、液体装薬が端から順に燃焼すれば良いが、最悪の場合、全てが同時に燃焼すれば爆発となってしまう。点火後も液体装薬を薬室内に注入し続けるハイパーゴリック式では、ごく短時間に超高圧で注入する必要があり、薬室内の燃焼ガスをパイプによって外のピストンまで導くことで高圧を得て、ピストンの反対側で液体装薬を加圧する技術の開発が行われているが、ピストンのシーリング技術が開発できずにいる。
実用化できれば、自走砲や戦車・機関砲といった陸上兵器や戦闘用艦艇の艦載砲などに使用されると期待されるが、PzH2000や99式自走155mmりゅう弾砲など新世代型の自走榴弾砲では煩雑な分離装薬式に対応する自動装填装置の実用化が進んでいる。